# Josef Wolffram
Johann Jakob Josef Wolffram (* 22. März 1910 in Geldern; † 11. November 2001 in Köln) war ein deutscher Jurist.
Von 1929 bis 1933 studierte er Rechtswissenschaften in Freiburg im Breisgau, Berlin und Bonn. Nach drei Jahren als Gerichtsassessor ab 1936 trat er 1939 als Landgerichtsrat den Justizdienst in Wuppertal ein. Nachdem er 1939 seinen Kriegsdienst angetreten hatte, kam er erst 1950 aus der Kriegsgefangenschaft zurück.
In Kleve wurde er 1950 Amtsgerichtsrat und 1952 Richter am Oberlandesgericht in Düsseldorf. Zwei Jahre später wechselte er in die Ministerialverwaltung, zunächst als Ministerialrat in der Staatskanzlei, 1959 als Ministerialdirigent im Justizministerium des Landes Nordrhein-Westfalen.
Von 1962 bis 1975 war er Präsident des Oberlandesgerichts Köln, parallel dazu 1963 bis 1975 Vizepräsident am Verfassungsgerichtshof Nordrhein-Westfalen. Ende März 1975 trat er in den Ruhestand,  und im Februar 1978 wurde er mit dem Großen Verdienstkreuz der Bundesrepublik Deutschland ausgezeichnet.
Im Anschluss an seine aktive Berufstätigkeit wirkte er viele Jahre im Dombauverein Köln mit.
Zudem war Josef Wolffram neun Jahre ehrenamtlicher Vorstandsvorsitzender der Stiftung St. Marien-Hospital Köln.

## Schriften
- Josef Wolffram, Adolf Klein: Recht und Rechtspflege in den Rheinlanden. Festschrift zum 150jährigen Bestehen des Oberlandesgerichts Köln. Wienand, Köln 1969, DNB 457898984.